# Raúl Savoy
Raúl Armando Savoy (ur. 11 listopada 1940 w San Antonio de Areco, zm. 9 grudnia 2003 w Buenos Aires) – argentyński piłkarz grający podczas kariery na pozycji pomocnika.

## Kariera klubowa
Raúl Savoy rozpoczął karierę w drugoligowym klubie Chacarita Juniors w 1959. W tym samym roku awansował z Chacarita Juniors do Primera División. W 1962 przeszedł do Independiente Avellaneda. Z Independiente dwukrotnie zdobył mistrzostwo Argentyny w 1963 i w turnieju Nacional w 1967. Na arenie międzynarodowej dwukrotnie zdobył z Independiente Copa Libertadores w 1964 (Savoy zdobył 4 bramki i wystąpił w obu meczach finałowych z Nacionalem Montevideo) i 1965 (Savoy wystąpił we wszystkich trzech meczach finałowych CA Peñarol). W 1969 przeszedł do Boca Juniors. Z Boca Juniors dwukrotnie zdobył mistrzostwo Argentyny w turnieju Nacional 1969 i 1970. Ogółem w latach 1960–1971 rozegrał w lidze argentyńskiej 302 mecze, w których strzelił 78 bramek. W latach 1972–1973 był zawodnikiem urugwajskiego Liverpoolu Montevideo. Piłkarską karierę zakończył w USA w klubie Miami Toros w 1973.

## Kariera reprezentacyjna
W reprezentacji Argentyny Savoy zadebiutował 10 marca 1963 w wygranym 4-2 meczu z Kolumbią w Mistrzostwach Ameryki Południowej. Na turnieju w Boliwii Argentyna zajęła trzecie miejsce. Na turnieju wystąpił we wszystkich sześciu meczach z Kolumbią, Peru, Ekwadorem (dwie bramki), Brazylią (bramka), Boliwią i Paragwajem. Ostatnim raz w reprezentacji wystąpił 19 grudnia 1968 w wygranym 1-0 towarzyskim meczu z Polską, w którym w 36 min. zdobył bramkę z rzutu karnego.
Ogółem w barwach albicelestes wystąpił w 11 meczach.
| Mecze i gole w reprezentacji | Mecze i gole w reprezentacji | Mecze i gole w reprezentacji | Mecze i gole w reprezentacji | Mecze i gole w reprezentacji | Mecze i gole w reprezentacji | Mecze i gole w reprezentacji |
| #                            | Data                         | Miasto                       | Przeciwnik                   | Gol                          | Wynik                        | Rozgrywki                    |
| ---------------------------- | ---------------------------- | ---------------------------- | ---------------------------- | ---------------------------- | ---------------------------- | ---------------------------- |
| 1.                           | 10.03.1963                   | Cochabamba                   | Kolumbia                     |                              | 4:2                          | Copa América                 |
| 2.                           | 13.03.1963                   | Cochabamba                   | Peru                         |                              | 1:2                          | Copa América                 |
| 3.                           | 20.03.1963                   | Cochabamba                   | Ekwador                      | Gol · Gol                    | 4:2                          | Copa América                 |
| 4.                           | 24.03.1963                   | La Paz                       | Brazylia                     | Gol                          | 3:0                          | Copa América                 |
| 5.                           | 28.03.1963                   | La Paz                       | Boliwia                      |                              | 2:3                          | Copa América                 |
| 6.                           | 31.03.1963                   | La Paz                       | Paragwaj                     |                              | 1:1                          | Copa América                 |
| 7.                           | 13.04.1963                   | São Paulo                    | Brazylia                     |                              | 3:2                          | Copa Julio Roca              |
| 8.                           | 16.04.1963                   | Rio de Janeiro               | Brazylia                     | Gol                          | 2:5                          | Copa Julio Roca              |
| 9.                           | 15.10.1963                   | Asunción                     | Paragwaj                     | Gol                          | 4:0                          | Copa Rosa Chevallier         |
| 10.                          | 13.10.1967                   | Santiago                     | Paragwaj                     |                              | 1:1                          | towarzyski                   |
| 11.                          | 20.06.1968                   | Montevideo                   | Urugwaj                      |                              | 1:2                          | Copa Lipton                  |
| 12.                          | 07.08.1968                   | Rio de Janeiro               | Brazylia                     |                              | 1:4                          | towarzyski                   |
| 13.                          | 11.08.1968                   | Belo Horizonte               | Brazylia                     |                              | 2:3                          | towarzyski                   |
| 14.                          | 29.08.1968                   | Lima                         | Peru                         | Gol                          | 2:2                          | towarzyski                   |
| 15.                          | 01.09.1968                   | Lima                         | Peru                         |                              | 1:1                          | towarzyski                   |
| 16.                          | 04.12.1968                   | Santiago                     | Chile                        |                              | 1:2                          | Copa Carlos Dittborn         |
| 17.                          | 19.12.1968                   | Mar del Plata                | Polska                       | Gol                          | 1:0                          | towarzyski                   |